# Psi
Psi — програма для миттєвого обміну повідомленнями за допомогою мережі Інтернет за протоколом Jabber. Програма є вільною і поширюється під ліцензією GPL. 

## Можливості
- Багатомовність.
- Одночасна підтримка декількох акаунтів.
- Система профілів.
- Підтримка транспортом і конференцій.
- Стиснення трафіку, SSL, STARTTLS, OpenPGP.
- Способи підключення: direct connection, proxy: SOCKS4, SOCKS5, HTTPS.
- Особисте налаштування інтерфейсу: панелі інструментів, шрифти, кольори, смайли, системні іконки.
- Передача файлів.
- Service Discovery.
- Налаштування приватності.
- Повідомлення про набір тексту.
- Підтримка Ad-Hoc команд для ботів і транспортом.
- Часткова підтримка PEP — публікація персональної інформації, настрою та поточної пісні в плеєрі.
- Повне керування закладками конференцій.
- Відображення всіх з'єднань до акаунтів з інших клієнтів через Self contact.
- Настройка швидких клавіш.
- Віддалене керування клієнтом.
- Підтримка плагінів через власний API.
- Перевірка орфографії за допомогою бібліотеки Aspell.
- Звуковий супровід подій.
- Шаблони статусів.
- Історія повідомлень на стороні клієнта.
- XML консоль.